# Armand de Gramont (1879-1962)
Pour les articles homonymes, voir Armand de Gramont.
Armand Agénor Auguste Antoine né le 29 septembre 1879 à Paris et mort le 2 août 1962 à Mortefontaine (Oise), duc de Guiche puis 12e duc de Gramont (1925), est un industriel et scientifique français.
C'était un ami proche de Marcel Proust.

## Biographie
Fils d'Agénor, duc de Gramont et de sa deuxième épouse, née Marguerite de Rothschild, petit-fils du ministre des Affaires étrangères Agénor de Gramont, Armand de Gramont est le demi-frère d'Élisabeth de Clermont-Tonnerre, dite « la duchesse rouge » et le neveu du mémorialiste Alfred de Gramont. Le scientifique et académicien Arnaud de Gramont est le cousin de son père.

### Mariage et descendance
En 1904, il se fiance avec Élaine Greffulhe (Paris, 19 mars 1882 - Paris, 11 février 1958), fille du comte Henry Greffulhe et de la comtesse, célèbres pour avoir été les modèles du duc et de la duchesse de Guermantes de Marcel Proust dans À la recherche du temps perdu.
Il était lui-même ami de Proust qui le rencontra sans doute à la fin décembre 1902 à un dîner chez les Noailles : Armand de Gramont, écrira-t-il dans son pastiche de Saint-Simon, « rappelait les grâces de ce galant comte de Guiche, qui avait été si initié dans les débuts du règne de Louis XIV. Il dominait sur tous les autres ducs, ne fût-ce que par son savoir infini et ses admirables découvertes. » Et il ajoute qu'il avait des yeux « admirables avec un regard qui, bien que personne n'aimât autant que lui à se divertir, semblait percer au travers de sa prunelle, dès que son esprit était tendu à quelque objet sérieux. » Le duc de Guiche lui était fort dévoué et lui inspira quelques traits de Robert de Saint-Loup. Proust lui dédicaça ainsi l'exemplaire des Plaisirs et les Jours qu'il lui offrit : « Au duc de Guiche, au vrai plutôt qu'au réel, à celui qui aurait pu être, plus encore qu'à celui qui est… j'offre ce  portrait, plus guère ressemblant, d'un moi qu'il n'a pas connu. »
Le mariage du duc de Guiche est célébré à l'église de la Madeleine à Paris le 14 novembre 1904 et fut décrit dans les médias comme « un grand mariage ». Marcel Proust y assistait. « J’ai dit à madame Greffulhe que vous aviez envisagé votre mariage (des aspects seulement) comme une possibilité d’avoir sa photographie. Elle a ri si joliment que j’aurais voulu le lui redire dix fois de suite. Je voudrais bien que mon amitié avec vous me vaille ce privilège », écrira-t-il à Armand quelques semaines plus tard. Cette union ne fut pas très harmonieuse[réf. nécessaire] : Élaine Greffulhe, qui s'essaya à la poésie, semble une épouse effacée, qui fut trompée par un mari qui adorait les femmes. Ils eurent cinq enfants :
- Antoine Agénor Henri Armand de Gramont, 13e duc de Gramont (Paris 8e, 17 juin 1907 - Les Lilas, 12 décembre 1995), marié en 1949 avec Odile Sublet d'Heudicourt de Lenoncourt (1914-1994), dont Antoine de Gramont, 14e duc de Gramont (1951-2014), père d'Antoine, 15e duc de Gramont (22 mars 2008) ;
- Henri Armand Antoine de Gramont (Paris 8e, 14 décembre 1909 - Paris 8e, 29 mars 1994), dont une fille et un fils, mort en 1952 à l'âge de 12 ans ;
- Jean Armand Antoine de Gramont (Paris 8e, 14 décembre 1909 - Paris 8e, 3 juillet 1984), dont trois filles et un fils, lui-même père de trois filles ;
- Charles Louis Antoine Armand de Gramont (Paris 16e, 17 mars 1911 - Paris 15e, 5 mars 1976), sans descendance ;
- Corisande Marguerite Élisabeth de Gramont (Paris 16e, 12 octobre 1920 - Paris 17e, 17 juillet 1980), comtesse Jean-Louis de Maigret.

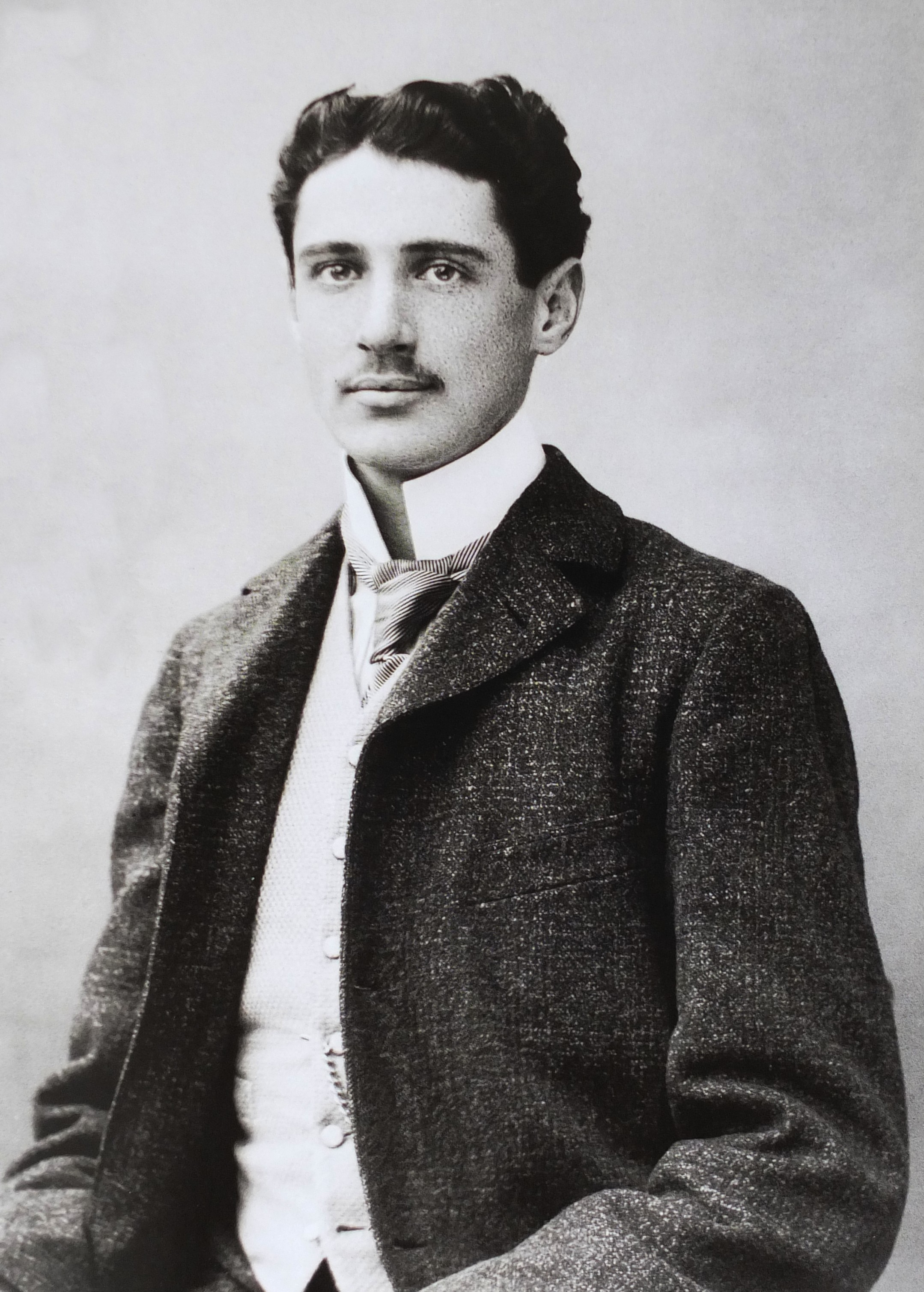
Armand, duc de Guiche, en 1900, photographié par Paul Nadar.
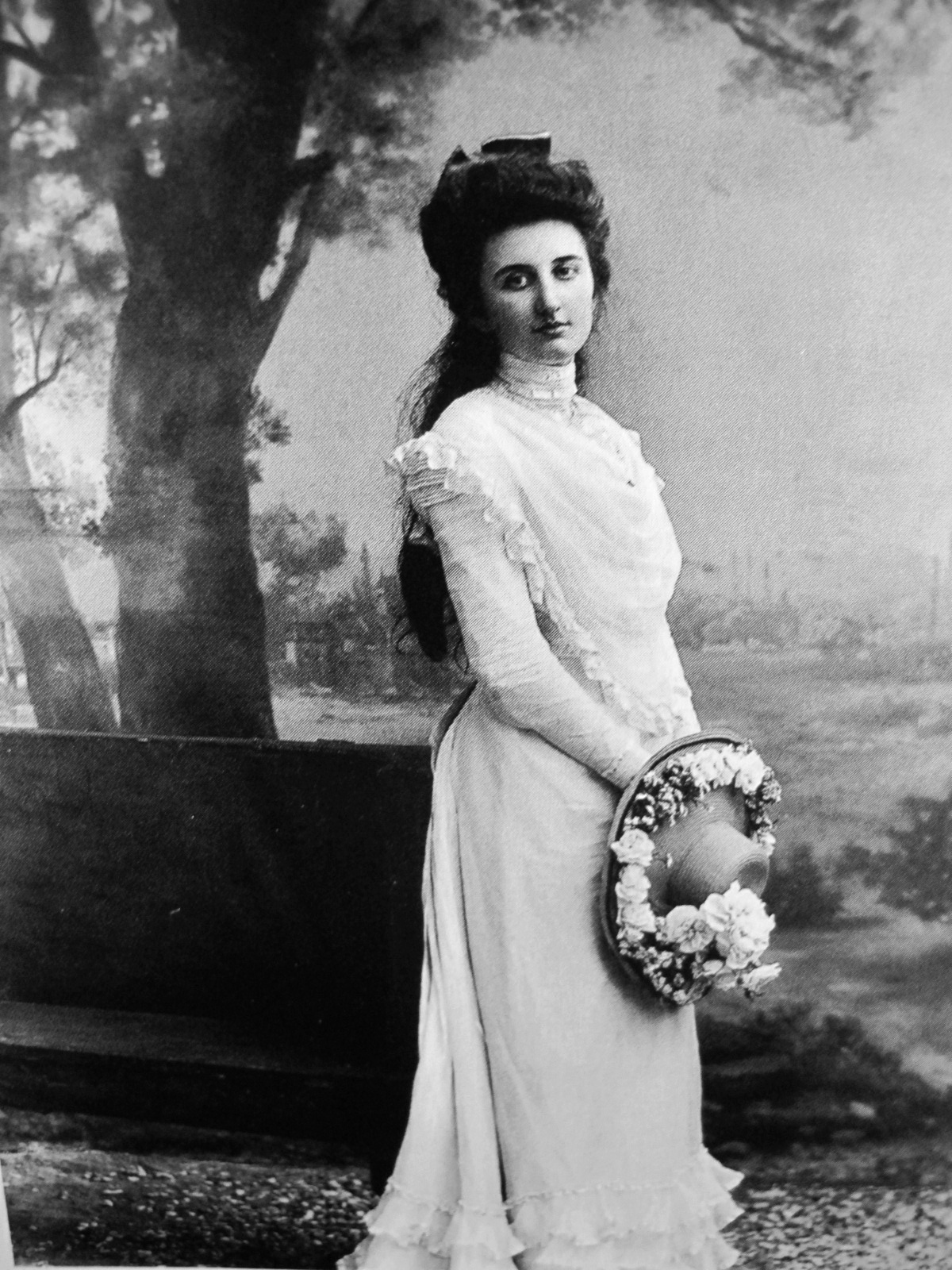
Élaine Greffulhe photographiée par Paul Nadar.
- Mariage d'Élaine Greffulhe et du duc de Guiche à Paris à l'église de la Madeleine en 1904, archives du CNC.

### Carrière

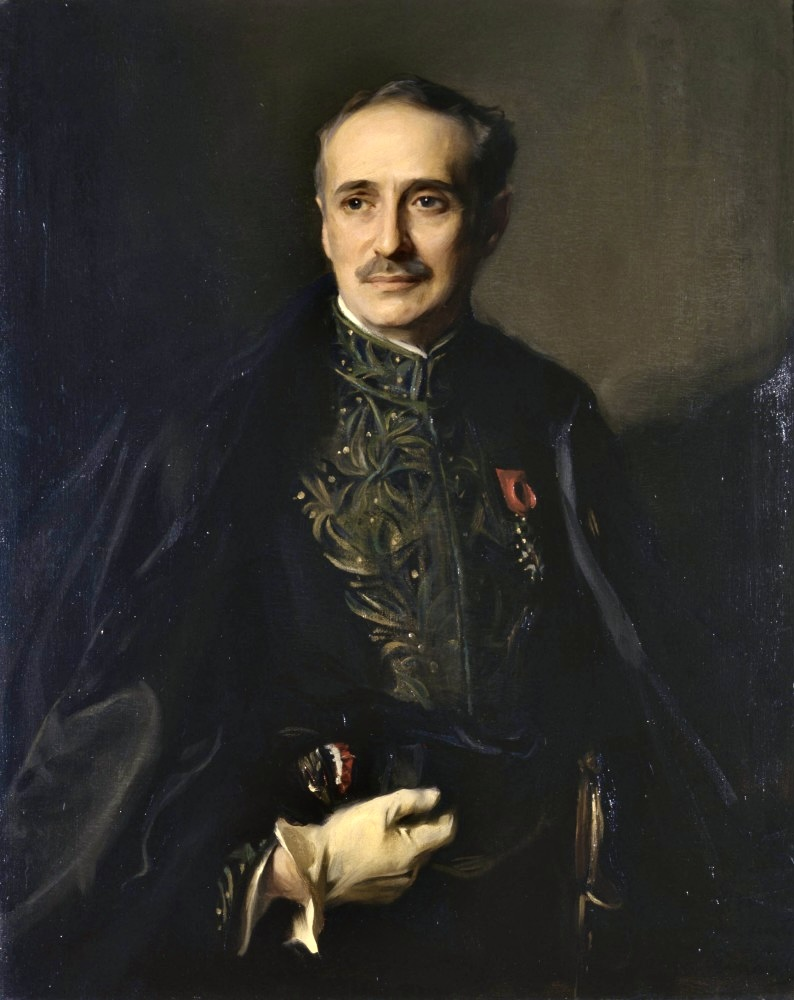
Anonyme, Antoine XII de Gramont, localisation inconnue.

Amateur et collectionneur de peinture, Armand de Gramont rêva un temps devenir peintre ; il exposa en 1909 un tableau de son cru, Intérieur à Bois-Boudran au Salon des artistes français. Sa famille le poussa vers des études qu'elle jugea plus sérieuses et il obtint une licence ès sciences en 1902. Il lui arrivait toutefois de s'adonner de temps en temps à la peinture. En 1911, il exécute une toile représentant le grand salon vert de l'hôtel de Béhague, chez la comtesse de Béarn.
En 1908, sur les conseils du professeur Carlo Bourlet, il établit un laboratoire pour des expériences d'aérodynamique, dans le jardin d'une maison de retraite fondée par ses beaux-parents à Levallois. En 1911, il soutient à la faculté des sciences de Paris sa thèse pour le doctorat ès sciences intitulée Essai d'aérodynamique du plan, première thèse consacrée en France à ce sujet. Il obtient ensuite le prix Fourneyron de l'Académie des sciences avec Gustave Eiffel.
Au cours de la Première Guerre mondiale, Armand de Gramont est tout d'abord automobiliste interprète avec le corps armée britannique, puis aviateur à la Section technique de l'aéronautique où il rencontre le savant Henri Chrétien. En mars 1916, le Service des fabrications de l'aviation du ministère de la Guerre demande à Gramont de transformer son laboratoire d'aérodynamique en atelier de fabrication d'appareils optiques, en particulier de collimateurs de visée. Il observe l'insuffisance de l'équipement de l'armée française en instruments d'optique de précision et l'absence d'ingénieurs capables de les mettre au point. Il prend alors la tête d'un comité en faveur de la création d'un institut d'optique appliquée chargé de la formation d'un corps d'ingénieurs-opticiens. Si la décision de principe fut prise par le Gouvernement dès 1916, l'Institut d'optique théorique et appliquée (SupOptique), qu'il présida jusqu'à sa mort, ne commença ses activités qu'en 1920. Sa fille Corisande y fut élève-ingénieur.

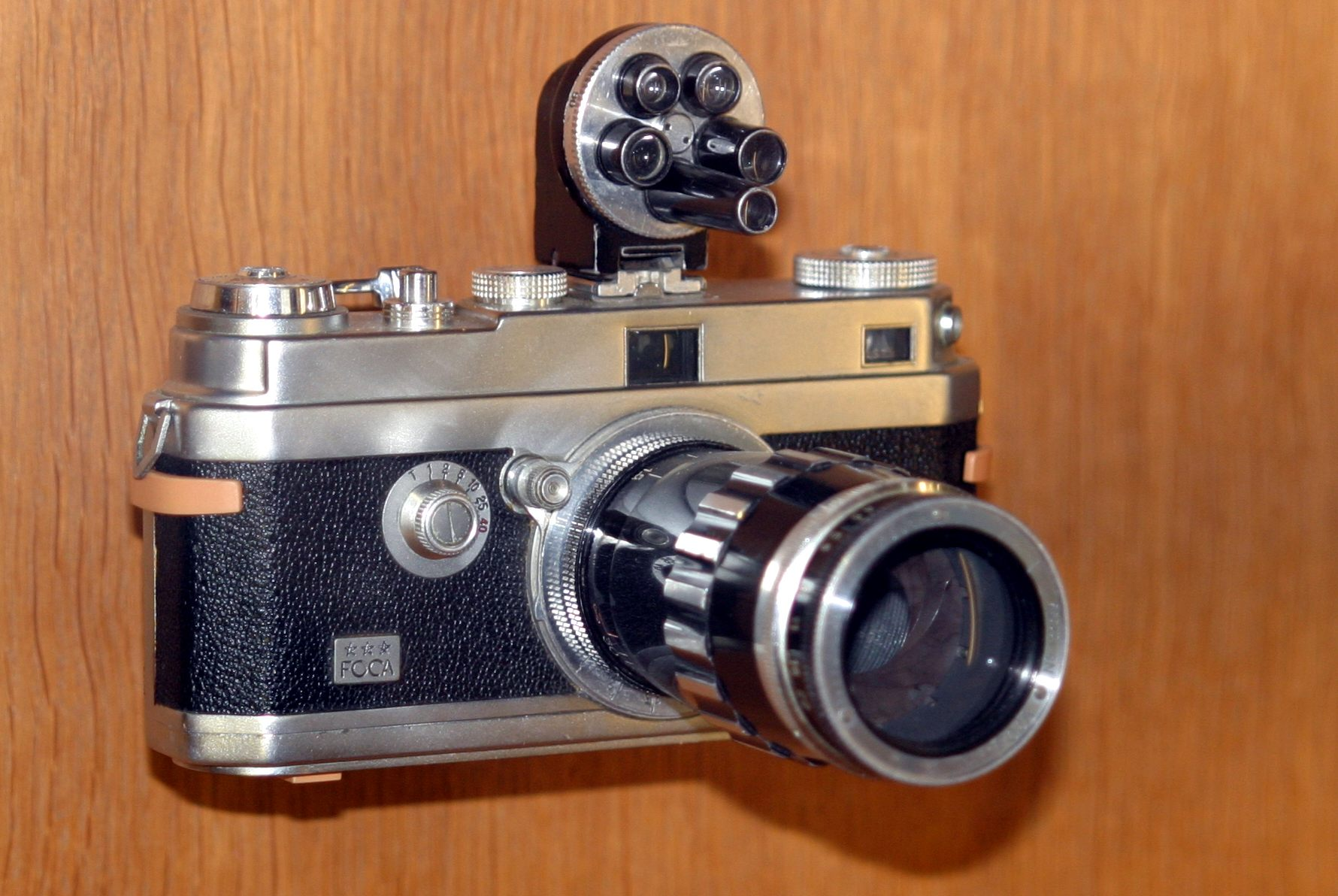
Un Foca PF3L avec objectif 135 mm et viseur universel (1945), Paris, Conservatoire national des arts et métiers.

En tant qu'industriel, avec l'ambition de rivaliser avec les productions allemandes, il fonde en 1919 et dirige la société Optique et précision de Levallois (OPL), qui prend la suite de l'atelier de fabrication d'appareils optiques. Son siège est installé au même endroit, 86, rue Chaptal à Levallois-Perret. L'armée fut son principal client jusqu'à la Seconde Guerre mondiale. En 1938, Armand de Gramont, voulant diversifier les productions d'OPL vers le monde civil, fit construire une usine à Châteaudun. La société produisit alors des appareils photographiques réputés sous la marque Foca.
A la mort de son père, en 1925, Armand de Gramont devient le 12e duc de Gramont. il hérite du château de Vallière, demeure de famille construite par ses parents.
Les obsèques d'Armand de Gramont eurent lieu dans l'intimité, à l'église de Mortefontaine le 6 août 1962 et son corps inhumé au caveau de la Maison dans la même commune. Son épouse Elaine Greffulhe y avait été inhumée en février 1958. À l'époque, la commune de Mortefontaine ne répertoriait pas toutes les personnes inhumées dans les concessions (seulement le nom du propriétaire de chaque concession). Il n'y a donc pas trace de leur inhumation à la mairie. Derrière la chapelle, un obélisque, en la mémoire des morts pour la France et quatre caveaux de Gramont.

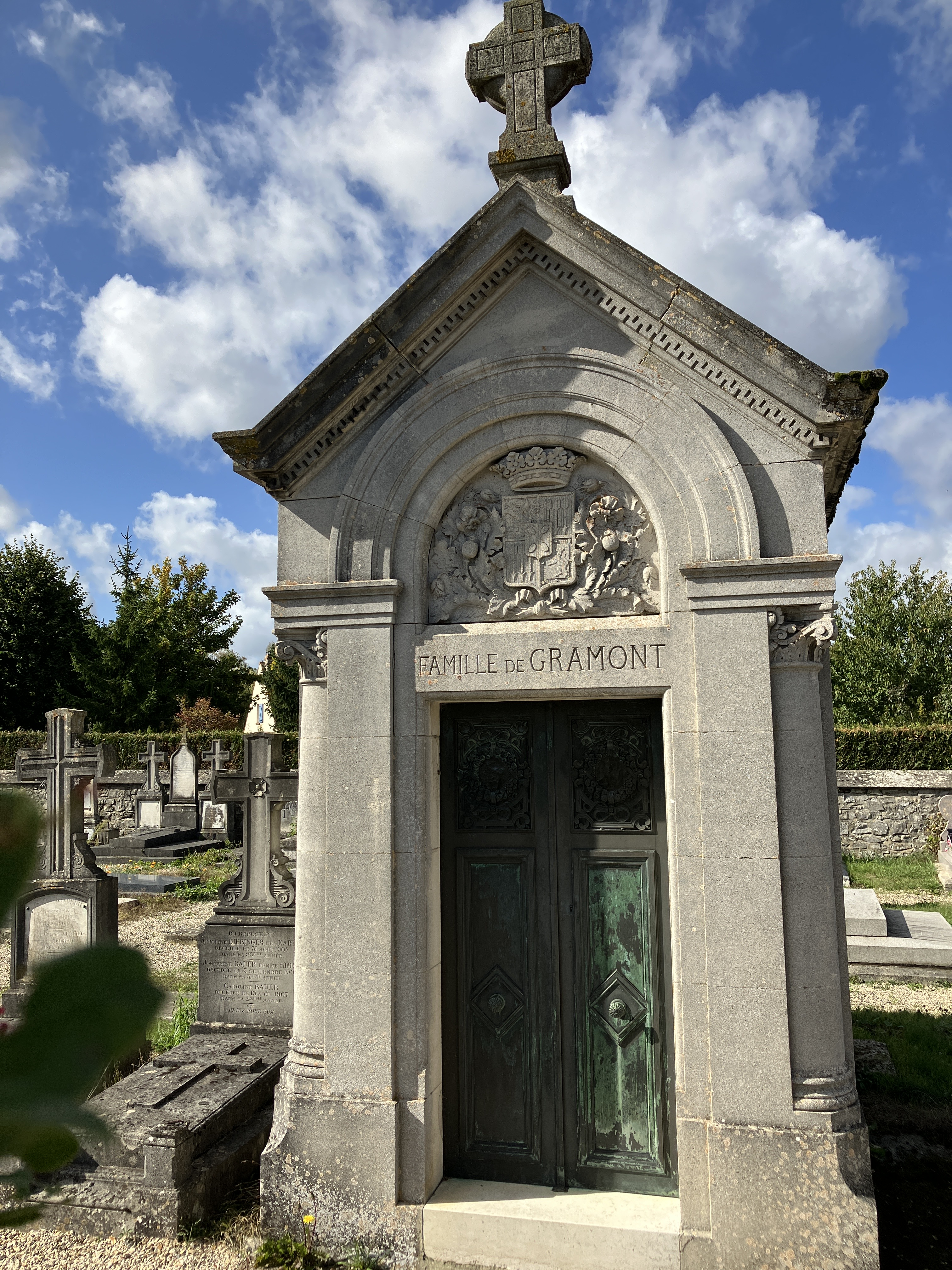
Sépulture de la famille de Gramont.

### Distinctions

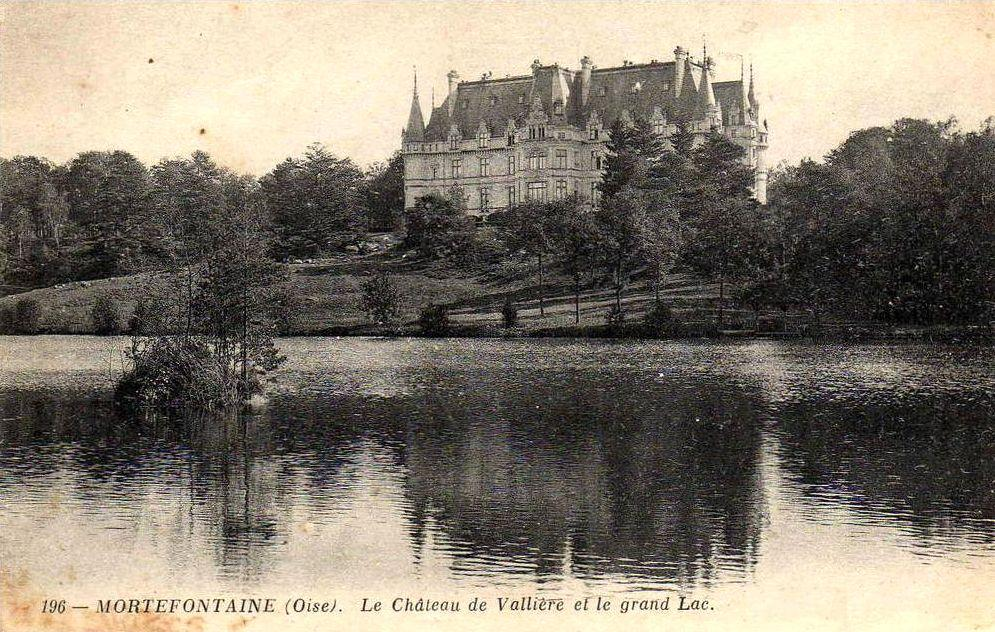
Le château de Vallière, propriété du duc de Gramont, carte postale (début du XXe siècle).

- grand officier de la Légion d'honneur.
- Élu à l'Académie des sciences le 9 février 1931 (Armand de Gramont 32 voix, Louis Martin 29 voix), succédant à Achille Le Bel, il en fut le président l'année 1956.
- président de la Société française de physique,
- président d'honneur de la Société française de photographie (1938-1946), succédant à Charles Fabry,
- président de la Commission scientifique de l'Aéro-Club de France,
- président de l'Institut d'optique théorique et appliquée (connu aujourd'hui sous le nom de SupOptique).

### Postérité industrielle
En 1964, la société fondée par ses soins, l'Optique et précision de Levallois, fusionne avec la Société d'optique et de mécanique de précision (SOM-Berthiot) pour former la Société d’optique, précision électronique et mécanique (SOPELEM), qui a travaillé dans le domaine militaire. La SOPELEM devint en 1992 SOPELEM/SOFRETEC puis la Société de fabrication d’instruments de mesure (SFIM ODS) laquelle est rachetée en 2000 par la SAGEM, intégrée depuis 2005 au groupe Safran.

### Publications
- Essai d'aérodynamique du plan, Paris, Hachette, 1911.
- Essais d'aérodynamique, Paris, Hachette, 1912, 1913.
- La photographie en avion, Paris, Bulletin de la section technique de l'aéronautique militaire, 1918.
- Exposé élémentaire des connaissances générales utiles aux aviateurs, Paris, Librairie aéronautique, Étienne Chiron, 1920.
- Notice sur les travaux scientifiques d'Armand de Gramont, Paris, Gauthier-Villars, 1927.
- La télémétrie monostatique, Paris, Gauthier-Villars, 1928.
- La mesure des formes locales et des petites épaisseurs, avec Gustave Yvon et Albert Arnulf, Paris, Revue d'optique théorique et instrumentale, 1934.
- Recherches sur le quartz piézoélectrique, Paris, Revue d'optique théorique et instrumentale, 1935.
- Centenaire de la photographie, avec Georges Perrier, Louis Hourticq et Paul Valéry, Sorbonne, 1939.
- Problèmes de la vision, Paris, Flammarion, collection «Bibliothèque de philosophie scientifique», 1939.
- Vers l'infiniment petit, Paris, Gallimard, collection «L'Avenir de la science», 1945.
- Funérailles de Charles Fabry, Académie des sciences, 1945.
- Le quartz piézoélectrique, Palais de la découverte, Alençon, 1946.
- Applications récentes de l'optique à la morphologie des pièces mécaniques, Palais de la découverte, Alençon, 1947.
- Récents perfectionnements du microscope optique, Palais de la découverte, Alençon, 1949.
- Cérémonie du deux cent-cinquantième anniversaire de la naissance de Benjamin Franklin, Institut de France, 1956.